# Alfred Falck
Carl Martin Alfred Immanuel Falck, född 30 oktober 1844 i Gladsax, död 3 januari 1871 i Lund, var en svensk botaniker.

## Biografi
Alfred Falck var son till kontraktsprosten Josef Rudolf Falck och Susanna Mathilda Engeström. Han blev student vid Lunds universitet i december 1860  och avlade fil. kand.-examen vårterminen 1868 och blev filosofie doktor samma år; han innehade andra hedersrummet vid doktorspromotionen. Sommaren 1865 företog han en botanisk resa till Norge, blev amanuens vid botaniska institutionen i Lund höstterminen 1866 och vid Lunds universitetsbibliotek höstterminen 1869. Sedan han erhållit Battramska resestipendiet gjorde han i mars 1870 en resa till Wien som han snart lämnade för en fyra månaders exkursion till Siebenbürgen. Då han i september 1870 återkom till Wien, framkastade han planen till återupplivandet av Botaniska Notiser, vilket han även kunde förverkliga, när han i mitten av december återkom till Lund, där han måste stanna för sin lungsjukdom.
Han hade sysselsatt sig med speciell botanik, nomenklatur, växtgeografi samt botanikens historia, där han särskilt ägnade sin uppmärksamhet åt De botaniska föreningarne i Sverige, vartill han lämnat ett historiskt utkast i fjärde bandet av Botanisk Tidsskrift, 1870–1871. I Lunds Botaniska Förening var han länge en tongivande ledamot och även tidtals ordförande, sekreterare eller custos Herbarii. 1865 utgav han Förteckning på Skandinaviens phanerogamer, thallogamer och characeer jemte uppgift på det relativa värde de äga inom Lunds botaniska förening samt redigerade till största delen av Förteckning öfver de växter, Lunds botaniska förening har att utbyta. Hans gradual-avhandling 1868 innehöll Bidrag till kännedomen om den sydsvenska vegetationens ursprung och vägen för dess invandring. Han har lämnat ett par smärre uppsatser i Botaniska Notiser för åren 1866–1867 och i Österreichische botanische Zeitschrift. "J. Nave: Anvisning till växternas insamling, preparering och undersökning" utgav Falck år 1869 i en något bearbetad översättning. Hans ofullbordade uppsats En utflygt till salinerna i Siebenbürgen utgavs i Botaniska Notiser 1871,